# Гипротрансмост
ОАО «Гипротрансмост» — проектно-изыскательская организация, занимающаяся инженерными изысканиями и проектированием нового строительства, реконструкции и капитального ремонта всех видов мостовых сооружений. Полное название организации — Открытое акционерное общество Институт по изысканиям и проектированию мостовых переходов «Гипротрансмост». Место нахождения — Москва.

## История
История создания проектно-изыскательского института по проектированию и изысканию больших мостов «Гипротрансмост», берет начало с приказа Народного Комиссара путей сообщения от 27 августа 1937 года № 221/Ц о создании всесоюзной специализированной конторы «Трансмостпроект».
Постановлением № 95 Госплана СССР, Госстроя СССР и Минфина СССР от 5 февраля 1959 года, на всесоюзную специализированную контору «Трансмостпроект» возложены функции головной проектной организации, в области разработки индивидуальных и типовых проектов мостовых переходов, пролётных строений, опор, эстакад, путепроводов и пешеходных мостов.
Приказом Минтрансстроя СССР от 28 декабря 1959 года № 13-611 всесоюзная специализированная контора «Трансмостпроект» преобразована в Государственный проектно-изыскательский институт по проектированию и изысканию больших мостов «Гипротрансмост».
В 1993 году, в связи с Программой Приватизации, государственное предприятие «Гипротрансмост» было преобразовано в открытое акционерное общество «Гипротрансмост».

## Введение
Начиная с 1954 года «Гипротрансмост» выполнил свыше 1200 работ по проектированию новых и реконструированию действующих объектов, по типовой и тендерной документации, обосновывающих материалов, обследования сооружений и экспертизы проектов, разработанных другими проектно-изыскательскими, научно-исследовательскими организациями, по надзору за строительством, определению затрат на изыскания и проектирование.
В разные периоды жизни института, в его стенах работали такие специалисты как: Ситников Н. С., Крыльцов Е. И., Попов О. А., Дорогутин Н. С., Руденко М. С., Старшинов Н. Н., Терехин С. Я., Сафонов В. Н., Журавов Л. Н., Монов Б. Н., Парамонов Н. Г., Тихонов Н. Н., Франкфурт В. Т., Преображенский Б. Н., Васнин М. К., Аршавский И. Ю., Дмитриевский Б. П., Драндин Л. В., Дорофеев Н. Н., Крылов Ю. А., Константинов В. Н., Сентюрина В. И., Ликверман А. И., Огородников Г. В., Сергеев Н. М., Зимин Н. Г., Мутафьян О. С., Игнатов С. Ф., Старшинов Н. Н., Друганова А. Б., Рудомазин Н. Н., Иодзевич В. М., Файнштейн И. С., Френкель П. И., Матеченков В. П., Валуев И. П., Слыхова М. А., Крючков М. С., Покровский А. Н., Макарова З. Н., Князева Е. Ш., Брук Л. И., Назарова Р. П., Митькевич Т. Л., Опанасенко О. В., Пай В. В., Трофимов В. Д., Бубнов Л. С., Горожанин Б. А., Гапонцев Е. Г., Жаворонков Б. Г., Чемеринский О. И., Володин Г. И., Мариков Б. Д., Верцман Н. Г., Волков Е. И., Тасалов А. В., Мастрюков А. А., Гитман М. Б., Гитман Э. М., Никулин С. Н., Бычков Ю. Д., Федотов Б. И., Виноградова Н. В., Шигин В. Н., Огнев Н. А., Колчин А. М., Селиверстов В. А., Кащенко А. Н., Суровцев В. П., Хольнова О. А., Сафонов А. В., Корноухов Г. П., Хилькевич Д. Г., Артемьев И. В., Юркин С. В., Мельников А. Б., многие из них являются выдающимися инженерами отечественного мостостроения, осуществившими весомый вклад в современное мостостроение.
Специалисты института всегда принимали активное участие к разработкам государственных нормативных документов в области проектирования и строительства мостовых сооружений (СНиПы, СП, МГСН и др.).
Институт «Гипротрансмост» на протяжении своей истории находился в авангарде отечественного мостостроения, работал в тесной связи с научно исследовательскими институтами Советского Союза, а затем и РФ, разрабатывал и применял в своих проектах передовые отечественные и зарубежные конструкции, методы и технологии проектирования и строительства мостовых сооружений.
В стенах института было разработано множество специализированных компьютерных программных комплексов для расчета всевозможных мостовых конструкций, осуществляющих проверки по всем требованиям нормативных документов, некоторые из них эксплуатируются и сейчас другими организациями.

## Советский период
Будучи государственным предприятием в составе Министерства транспортного строительства, «Гипротрансмост» являлся ведущим институтом в области инженерных изысканий и проектирования нового строительства, реконструкции и капитального ремонта всех видов мостовых сооружений.
В годы Великой Отечественной войны специалисты института работали в спецформированиях, занимавшихся восстановлением разрушенных мостовых переходов.
В послевоенные годы в институте разрабатывали проекты уникальных мостов через Старый и Новый Днепр у Запорожья — мосты Преображенского, где длина арочных железобетонных пролетов достигала 228 м, что до сих пор является выдающимся достижением в мировой практике. Это инженерное решение предопределило строительство в дальнейшем больших арочных и консольно-балочных мостов из обычного и предварительно напряженного железобетона. Главными инженерами проекта (ГИП) на этих объектах были: Преображенский Б. Н., Франкфурт В. Т., Васнин М. К.
Строительство Лужнецкого метромоста, совмещённого с городским автомобильным движением, закончено в 1958 году и явилось ярчайшим примером политической воли того времени, где процент сборности конструкций достиг 97 %. Мост был построен в рекордные сроки — за 18 месяцев — что отразилось на его качестве не в лучшую сторону. Однако, мост со станцией над рекой под названием «Ленинские горы», а затем, поменявшемся на «Воробьевы горы», был общемостовой достопримечательностью в городе Москве и в мировом мостостроении. Над проектом работало более 250 инженеров со всего Советского Союза, большая их часть из института «Гипротрансмост». Заместителем исполнительного начальника этой группы и главным инженером проекта работал ГИП Рудомазин Н. Н.
В 1959 году мост был сдан в эксплуатацию, а уже в 1961 году впервые к нему подошли для ремонта железобетонных арок, где обнаружили начальный этап разрушения бетона вызванного продуктами коррозии арматуры. Следствием такого разрушения бетона были солевые добавки в бетонную смесь количеством 5 % от объёма цемента для твердения на морозе, поскольку за время строительства было два сезона зимнего периода. Последующие годы вплоть до 90-х годов многочисленные ремонты, пропитки бетона, защита от воды, рубашки из металлических листов не останавливали коррозию арматуры и откалывание защитного слоя бетона.
Ежегодно ослабление конструкций достигало 3-5 %, что заставило в 1985 году перевести движение метро на временные обходы с капитальными пролётными строениями. После принятия заказчиком и мэрией Москвы принципиального и радикального предложения института «Гипротрансмост» о разборке «соленых» элементов моста и замены всего надарочного пролётного автопроезда, «Гипротрансмост» в составе начальника отдела Монова Б. Н. и бригады главного инженера проекта Назаровой Р. П. составили проект и рабочую документацию по временным обходам метро, объединением внутренних арок в общую систему, замене эстакадных пролетов на бетонные и сталежелезобетонные, усиление платформы стальной перфорированный балкой.
Последовательное решение задачи усиления позволило полностью восстановить автодвижение по верхнему ярусу, придвинуть на старые опоры обходные пролёты и полностью обновить крышу и оконные проемы метрозала. С 2009 года метромост без каких-либо ограничений и отклонений продолжает служить станцией метро и транспортной артерией Комсомольского проспекта. В работе по принятию сложных технических решений в составе отдела металлических мостов работали ГИПы Назарова Р. П., Матеченков В. П., Верцман Н. Г.
В 50-е годы начинается широкое внедрение сборного и предварительно напряженного железобетона в проекты ряда крупных железнодорожных и автодорожных, в том числе городских, мостов и путепроводов. Одним из первых построенных таких мостов, стал Сартаковский железнодорожный мост через реку Оку законченный в 1961 году, где из сборного железобетона выполнены конструкции арочных пролётных строений с пролетами до 150 м, ГИП — Друганова А. Б.
Одновременно институт разрабатывает проекты городских мостов через реку Волгу в Саратове (Саратовский мост) ГИП — Иодзевич В. М., Ярославле (Октябрьский мост) и Костроме (Костромской мост) ГИП Файнштейн И. С., Сафонов В. Н., Гапонцев Е. Г., через реку Дон в Ростове-на-Дону (Ворошиловский мост), через реку Каму в Перми (Коммунальный мост), совмещенный автожелезнодорожный мост через реку Волгу в городе Нижний Новгород (Борский мост) ГИП — Файнштейн И. С.
Протяженность Саратовского моста более 2800 м, в русловой части моста неразрезное пролётное строение с пролетами 166 м, которое включает в себя надопорные части сквозной конструкции длинной 120 м и подвесные сплошностенчатые балки длинной 49 м. Надопорные блоки массой 3000 т были собраны на береговых стапелях и установлены в пролёт на плаву. В эстакадных участках привозились наплаву и устанавливались в пролёт железобетонные преднапряженные балки длинной 70 м. Опоры фундировались на столбах-оболочках диаметром 5 м с погружением их вибропогружателями.
В сентябре 1965 года открыто движение по новому мосту в городе Ростове-на-Дону (Ворошиловский мост). Русловые опоры пролётного строения сборные предварительно напряженные с пролетами 79+132+79 м. Средний пролёт двухконсольный с подвесным пролётом 32.4 м. Анкерные пролёты по 79 м напряжены по высоте как сверху над опорами, так и внизу в пролёте. Русловое пролётное строение, имеющее по длине разные конструктивные элементы, было разделено на участки с различной технологией монтажа, береговые пролёты с «Мокрыми стыками» между блоками сооружались на подмостях, консоли собирали внавес, а подвесное пролётное строение монтировалось отдельными балками полной длины. Архитектурная особенность этого моста отличалась изяществом форм и легкостью общего вида. этот мост впитал в себя все лучшие технологии 60-х годов. Мост прослужил до 2007 года (42 года) и получил аварийной разрушение высокопрочной арматуры нижнего пояса в переходном пролёте, в результате которого раскрылась трещина по нижнему поясу и стенке коробки величиной в 3 см. Силами МЧС мост был закрыт как аварийный. проект восстановления был поручен «Гипротрансмост» как автору сооружения, хотя этот мост попал в план института уже на завершающей стадии строительства — при переходе отдела «Гипрокомундортранса» в «Гипротрансмост». Эксплуатация сооружения была безобразной: коробки интенсивно обводнялись, арматура корродировала и как результат — разрыв преднапряженной арматуры и раскрытие трещины в нижней части растянутой зоны. Проведенный институтом расчет показал на драматическую ситуацию в целом, назначена высокопрочная арматура внешнего армирования из 7 мм проволочных прядей, подкрепление разрыва коробки временной опорой. Осуществление проектного натяжения позволило пустить нагрузку по 2-м полосам легкового транспорта и рекомендовано в течение двух-трех лет полностью разобрать мост, произведя замену пролётных строений на новые. В спасении моста от повреждений принимала участие бригада ГИПа Горожанина Б. А.
Особенностью Борского моста являются два главных русловых пролёта по 159 м, собираемые методом полной навесной сборки. Обязательства по применению сборного железобетона выполнено на арочных пролётных строениях пролётом 53 м общей длинной 1000 м. Развязка автодорожных проходов к мосту построена с помощью сборного и предварительно напряженного железобетона.
В стенах института, учитывая преимущества железобетонных пролётных строений коробчатого поперечного сечения (высокая крутильная жесткость, эффективное распределение материала), в качестве городских и автодорожных мостов, разрабатывались пионерные в отечественной практике коробчатые пролётные строения из предварительно напряженного железобетона рекордных для того времени пролетов (до 150 м), примерами таких сооружений служат: в столице — мосты Автозаводский ГИП — Терехин С. Я., Краснопресненский, он же Шелепихинский ГИП — Рудомазин Н. Н. и Нагатинский метромост ГИП — Друганова А. Б., максимальными пролетами от 114 до 148 м; мосты через реку Волгу в Ярославле и Костроме, максимальными пролетами до 148 м; мосты через реку Оку в Рязани и через реку Вятку у Мамадыша, максимальными пролетами до 126 м. Реконструирован мост через канал имени Москвы на Ленинградском шоссе, введен ряд транспортных пересечений (Савёловская, Сухаревская и Рижская эстакады) и путепроводов на пересечениях с Московской железной дорогой.
С окончание строительства Автозаводского моста через реку Москву в городе Москве на трассе будущего третьего транспортного кольца стал в России (тогда ещё Советском Союзе) рекордным по пролёту консолей в 72 м объединённых в замковой части шарниром, и, создав общий рабочий пролёт в 144 м. Рекордный пролёт консоли создан двумя монтажными кранами, поднимающими сборные объемные блоки массой до 200 т и крепившими друг к другу на клеевом растворе высокопрочной арматурой из канатов диаметром 42 мм из проволок 2 и 3 мм. Канаты располагались в горизонтальных нишах верхней и плиты и натягивались усилием около 100 т. Последующее омоноличивание ниш с канатами служило сохранение их от коррозии под защитой гидроизоляции. Однако, проектные предположения о высоком качестве канатов не подтвердились, последующая коррозия тросовой арматуры стала приводить к ослаблению обжатия и, как следствие, прогибу консолей со скоростью около 3 см в год. Осадка опоры № 2 от консолидации глинистых грунтов к 1990 году дала суммарный прогиб замка главного пролёта в 138 см и поставила систему в предаварийное состояние. Начало строительства третьего транспортного кольца потребовало радикально усилить пролётное строение и исправить продольный профиль. В течение 94-95 годов по проекту «Гипротрансмост» силами отдела металлических мостов был составлен проект размещения новых высокопрочных канатов по верхнему поясу из 7-ми проволочных прядей российского производства, что позволило вытянуть прогиб всего на 10 см, остальная вытяжка прогиба на 128 см была достигнута поворотом «птичек» двух консолей за счет срубки береговых противовесов на 64 см и опусканию их на новые опорные части. Такое рациональное решение было осуществлено, и замок был поднят на свою первоначальную высоту. На сегодня мост успешно работает без прогибов. Авторами решений по реконструкции были Монов Б. Н., Алферов И. А., а также Арутчева А. С. (Гидромост).
Эстакада у Рижского вокзала в Москве на трассе 3-го транспортного кольца представляет собой во времена 70-х годов уникальное по архитектуре и техническим параметрам сооружение, стоящее и сегодня в ряду достижений мировой мостостроительной техники. Эстакада состоит из сталежелезобетонных, железобетонных и рамных частей путепровода общей длинной 786 м на горизонтальной кривой 520 м и пересекает 52 железнодорожных пути. Эстакада, прослужившая около 40 лет, и до сих пор является примером архитектурно-технического решения. Главный инженер проекта Друганова Александра Борисовна получила Золотую медаль ЮНЕСКО за проект путепровода в котором были достигнуты минимальные расходы материалов, архитектурная выразительность, конструктивные решения превращения разрезных балок в неразрезную систему.
В период 70-х и 80-х годов возрастает проектирования больших мостов и транспортных сооружений, необходимых для дальнейшего развития и совершенствования железнодорожной сети страны, освоения топливно-энергетических комплексов социально-экономического развития городов.
В этот период технической деятельности института и отечественного мостостроения в целом, наряду с расширенным применением сборных железобетонных и предварительно напряженных мостовых конструкций, продолжается совершенствование стальных и сталежелезобетонных пролётных строений и особенно фундаментов опор.
Получают распространение цельносварные решетчатые и сплошностенчатые конструкции железнодорожных и автодорожных пролётных строений с проезжей частью по сталежелезобетонной или ортотропной стальной плите, буровые и комбинированные столбы с уширенными основаниями, железобетонные и стальные оболочки большого диаметра. Они успешно применены при сооружении железнодорожных мостов через Обь и Юганскую Обь в Западной Сибири, на вторых путях в европейской части нашей страны, а также автодорожных и городских мостов через реку Волгу, Дон, Оку, Томь. Также, примерами конструктивно-технологических решений в этом направлении могут служить сталежелезобетонные пролётные строения мостов через канал имени Москвы на Ленинградском шоссе в Москве, через реку Обь в Новосибирске, а также стальные пролётные строения с ортотропной плитой в мостах через Ангару в Иркутске и Волгу в Астрахани. Также коллективом института разрабатывались проекты совмещенных мостов через Томь в Томске и через ущелье реки Раздан в Армении. Коллектив института занимался передовыми разработками и внедрением этих разработок в области новых типов фундаментов опор, применение этих технологий (технологии погружаемых железобетонных оболочек и стальных труб) позволило отказаться от колодцев и кессонов.
Пролётное строение городского моста через реку Обь у города Новосибирска (Димитровский мост) представляет собой шестипролётную сталежелезобетонную балку по схеме 84+105+125+105+84 м. В растянутых участках плит в надопорной зоне применена предварительно напряженная пучковая арматура. Монтажная сварка поясов и стенок впервые применена в северных условиях. Опорные части выполнены из высокопрочной стали с пределом прочности 80 кг/мм2, что сократило вес опорных частей в 4,5 раза. Проект и рабочая документация выполнены под руководством Рудомазина Н. Н. и его заместителя Назаровой Р. П. Мост получил высокую оценку с присуждением ряду специалистов института Премии Совета Министров СССР.
Институт сделал большой вклад в строительство Байкало-Амурской магистрали. По проектам института построены крупнейшие мосты через Зейское водохранилище, реки Лену и Ангунь, сооружено 740 типовых стальных и сталежелезобетонных пролётных строений, суммарной протяженностью более 30 км. Были разработаны неразрезные пролётные строения длинной 88-132 м, отличающиеся пониженной высотой, простой решеткой, меньшим расстоянием между фермами, позволяющим экономить кладку опор. Основной особенностью этих решений была возможность изготавливать все серии запроектированных пролётных строений с применением однотипных кондукторов, вести монтаж в навес или методом продольной надвижки.
Также в 80-х по проектам института строятся: городские мосты через реку Москву в районе Щукино-Строгино город Москва, Мызенский мост через реку Оку город Нижний Новгород, автодорожные мосты через реку Днепр город Херсон, через реку Ахтубу на Астраханском Газоконденсатном комплексе.

## Постсоветский период
В 90-х институт работает над проектами реконструкции Московской Кольцевой Автомобильной Дороги (МКАД). При расширении МКАД по проектам «Гипротрансмост» были построены и реконструированы три больших моста — через реку Москву (Бесединский и Строгинский) и канал имени Москвы у города Химки (Левобережный), а также 12 путепроводов, два из которых под железную дорогу.
В этот же период значительно возрастают объёмы реконструкции и капитального ремонта мостовых объектов, характеризуемые большей трудоемкостью, чем новое строительство. Одной из наиболее сложных была реконструкция Автозаводского моста через реку Москву, где потребовалось выправление продольного профиля конструкций пролётного строения на 1.5 м и усиление пролётного строения. В 1995 году эта реконструкция была успешно завершена.
Изменение политического строя и экономических условий в стране, сыграло свою роль в развитии и подходе в проектировании и строительстве отечественного мостостроения. Примерами такого подхода являются мост через реку Царицу в Волгограде, построенный из монолитного предварительно напряженного железобетона методом циклично-продольной надвижки (ЦПН); Бережковский мост, где впервые применены стальные коробчатые главные балки с наклонными станками; Дорогомиловский совмещенный мост с наклонными сквозными фермами, не имеющими аналогов в отечественной практике, в районе Москва-Сити; Югорский вантовый мост с рекордным для того времени пролётом 408 м при одном пилоне через реку Обь в Сургуте, при строительстве этого моста впервые в мировой практике реализован монтаж конструкций навесным методом.
При строительстве 12,7-ми километрового мостового перехода через реку Волгу у села Пристанное близ города Саратова реализован целый комплекс проектных решений, не имеющих аналогов как в отечественном, так и зарубежном мостостроении и защищенных пятью патентами и авторскими свидетельствами.
Для монтажа стального пролётного строения реализовано новое техническое решение, позволяющее вести надвижку конструкции с пролётом до 160 м без промежуточных опор. В фундаментах опор применена льдозащитная оболочка, которая вместе с рационально подобранной конфигурацией высокого свайного ростверка позволяет при минимальном числе свай и без шпунтового ограждения при строительстве эффективно воспринимать ледовые, монтажные и эксплуатационные нагрузки. Разработана и внедрена технология виброштампования бетонной смеси. Внедрена система контроля сплошности формы и объёма уширения буровых свай, сплошности и прочности бетона, с использованием современных информационных технологий.
К числу прогрессивных решений, реализованных при строительстве этого мостового перехода, следует отнести применение литого асфальтобетона по финской технологии, что также стало одной из важнейших особенностей, обеспечивающих долговечность стальных пролётных строений и самого асфальта, работающего уже более 10 лет без трещин и колееобразования.
Для железнодорожного путепровода через улицу Большая Тульская в Москве применено стальное пролётное строение с полигональным верхним и жестким нижним поясом и решеткой из наклонных раскосов. В железнодорожных мостах такой системы пролёт 97.6 м является рекордным. Здесь же впервые в России использованы плиты безбаластного мостового полотна, армированные стальной фиброй повышения долговечности.
Разработана документация на реконструкцию и капитальный ремонт Большого Устьинского и Новоспасского мостов через реку Москву.
По проектам института также строятся мостовые переходы, принадлежащие Третьему Транспортному Кольцу (ТТК) — 4-х километровая эстакада, проходящая над территорией завода «Серп и Молот», Андреевский автодорожный мост, участок Лужнецкой эстакады, «Косой» железнодорожный путепровод, прозванный так за его оригинальные металлические рамные опоры, перешагивающие ТТК под углом, Киевская эстакада через железнодорожные пути Киевского направления Московской Железной Дороги (МЖД) и студенческий путепровод через Филёвскую линию метрополитена с косиной 23°, эстакада на площади Рижского вокзала и улицы Проломной заставы с пересечением шоссе Энтузиастов.
По проекту института была закончена реконструкция Автозаводского моста в Москве, Северянинского путепровода на одной из самых загруженных в конце 90-х годов магистралей города — Ярославском шоссе и железнодорожного путепровода на Малом кольце МЖД через Ярославское шоссе, а также реконструкция метро-моста в Лужниках и Крымской эстакады. Построена одна из красивейших эстакад города Москвы от улицы Бочкова до улицы Сергея Эйзенштейна на проспекте Мира. Без закрытия движения, реализованы сложнейшие технические решения по реконструкции Крестовского путепровода на проспекте Мира. В это же время сооружена 2,5-километровая эстакада нового Звенигородского проспекта на участке от улицы 1905 года до улицы Нижние Мневники, а также реконструкция железнодорожного путепровода на главных путях напряженного Смоленского направления МЖД, проведенная под «крышей» этой эстакады.
В декабре 2007 года открывается уникальное в мировой практике мостостроения архитектурное сооружение — арочно-вантовый мост через реку Москву в серебряном Бору — Живописный мост, сразу же ставший новой визитной карточкой столицы. Стоит отметить пешеходные мосты через реку Москву у Киевского вокзала — Мост Богдана Хмельницкого и в районе Нескучного сада — Пушкинский (Андреевский) мост. Начал свою работу мост Багратион.
В мае 2011 года успешно закончена реконструкция участка Ленинградского шоссе с двумя мостами через канал имени Москвы с двумя путепроводами.
В том же году открывается городской мост через реку Прямая Болда — Обливной остров — река Красивая Болда в городе Астрахань и первая очередь мостового перехода через реку Вятка на автодороге М-7 «Волга» в республике Татарстан. Кроме того в 2010 году сдан в эксплуатацию мостовой переход через реку Дон в створе улица Сиверса в Ростове-на-Дону.
Институт запроектировал множество олимпийских объектов города Сочи, в том числе развязка «Адлерское кольцо», развязка у аэропорта в городе Адлере, развязка «Голубые Дали» в городе Адлере, эстакады по улице Земляничная на дублере Курортного проспекта.
Также институт принимал участие в проектирование объектов транспортной инфраструктуры скоростной автомобильной дороги Москва — Санкт-Петербург (СПАД), мостового перехода через реку Волгу в городе Тверь на дороге М-10 «Россия», моста через реку Сура на дороге М-7 «Волга» в Чувашской Республике, на участке автомобильной дороги М-4 «Дон» в Воронежской области, реконструкции Моста через реку Дон у города Аксай на участке автодороги М-4 «Дон», реконструкции существующих объектов автодороги М-9 «Балтия» и многих других.

## Монорельсовая дорога города Москвы
В 2001 году в городе Москве начато строительство первой в России монорельсовой дороги с линейным двигателем и пневматическими опорами. «Гипротрансмост» выполнил проектные решения по ряду двух стоечных опор и стальной ходовой балке. Ходовая балка представляла собой стальную 2-х и 3-х пролётную неразрезную систему коробчатого сечения, на которую опирается пневматическая подвеска вагона и крепятся линейный двигатель и токосъемные троллеи. Это строительство поставило перед специалистами института, изготовителями металлоконструкций и строителями ряд сложнейших задач, таких как минимальные допуски по отклонениям конструкций, новые технические решения для сварки криволинейных участков, изобретение новых деформационных швов и др. В 2005 году была запущена первая очередь системы, и в настоящее время она работает в транспортном режиме. ГИП указанной части проекта Володин Г. И.

## Зарубежный опыт института
Эпоха построения развитого социализма в СССР 1960—1980 годов отличалась тем, что наше правительство, оказывая некоторым странам ближнего востока, Африки и Латинской Америки техническую и экономическую помощь, стремилось направить развитие этих стран по пути социализма.
В такие страны как Болгария, Куба, Ангола, Вьетнам, Ливан, Афганистан, Югославия и Сирия институт командировал своих специалистов на проектирование новых мостовых сооружений, реконструкцию и восстановление разрушенных объектов. На Кубе реконструировались автодорожные и железнодорожные мосты дореволюционной (1953 г.) постройки, в Анголе строились разрушенные войной мосты, в Ливане — городские мостовые сооружения на автодороге Бейрут-Тир, в Сирии — железнодорожные линейные и мостовые сооружения, мостовой переход через реку Хабур и Евфрат на железнодорожной линии — Дейр эз Зор, во Вьетнаме достраивался городской мостовой переход «Дружба» через реку Красная в городе Ханое под железнодорожное, автодорожное, гужевое и пешеходное движение на одном пролётном строении (1985 г.). Все объекты в перечисленных странах строились и реконструировались под кредиты советского правительства.
В период предыдущих 70 лет институт помогал строить мосты в Болгарии — мост Дружбы через реку Дунай, Китае — мост через реку Янцзы, Монголии — на государственных автодорожных направлениях. В Финляндии в 60-70 годы был реконструирован мост через Сайменский канал.
В течение последних 30 лет сотрудники «Гипротрансмост» принимали участие на различных стадиях по зарубежным объектам, а именно: мост на реке Инд в Пакистане, мост через канал Милгравис в городе Рига, также участвовал в предложениях по восстановлению моста через реку Дунай в городе Нови-Сад и строительстве моста через реку Сыр-Дарью в Туркменистане (на границе с Афганистаном).
В середине 90-х коллектив института разрабатывал проекты на строительство трех больших мостовых сооружений на обходе города Анкары в Турции (Чубук — 1996 год; Байиндир — 1997 год; Караташ — 1998 год) со стальными неразрезными пролётными строениями с максимальными пролетами до 150 м. Три стальных моста построены в кратчайшие сроки и несут в себе новые решения, примененные в их конструкции. Стандартизированная стапельная сборка и сварка заводских укрупненных блоков позволяла удобно производить сварочные работы, выдвигать готовые части в пролёт, замыкать в середине пролёта, предварительно отрегулировав усилия от моментов путём выгибания продольного профиля, сварки стыков и последующим операциям по пристыковке готовых блоков переходных переходных пролетов. Эта технология позволила избавиться от сооружения высоких временных опор. На этих трех объектах трудились ряд ГИПов в том числе Горожанин Б. А., Матеченков В. П., Чемеринский В. П., Верцман Н. Г. и др.